# Boguszków
Boguszków (prononciation : [bɔˈɡuʂkuf]) est un village polonais de la gmina de Magnuszew dans le powiat de Kozienice de la voïvodie de Mazovie dans le centre-est de la Pologne.
Il se situe à environ 10 kilomètres au nord-ouest de Magnuszew (siège de la gmina), 32 kilomètres au nord-ouest de Kozienice (siège du powiat) et à 50 kilomètres au sud de Varsovie (capitale de la Pologne).

## Histoire
De 1975 à 1998, le village appartenait administrativement à la voïvodie de Radom.